# زلزال يان جين 2006
زلزال يان جين 2006 هو زلزالٌ وقعَ في Yanjin County, Yunnan ‏ في الصين بتاريخ 22 يوليو 2006.